# 201
El año 201 (CCI) fue un año común comenzado en jueves del calendario juliano, en vigor en aquella fecha.
En el Imperio romano fue nombrado el año del consulado de Fabiano y Arrio o, menos comúnmente, como el 954 Ab urbe condita, siendo su denominación como 201 posterior, de la Edad Media, al establecerse el Anno Domini.
Es el primer año del siglo III. 

## Acontecimientos
- Edicto de Septimio Severo que prohíbe las conversiones religiosas.

## Nacimientos
- Decio, emperador romano.